# Rocío Gamonal
Rocío Gamonal Ferrera, née le 25 février 1979 est une coureuse cycliste espagnole, spécialiste du cross-country (VTT) et du cyclo-cross.

## Palmarès en VTT

### Championnats du monde
- Livigno 2005
  -  Championne du monde de relais par équipes (avec Rubén Ruzafa, Oliver Avilés et José Antonio Hermida)

### Championnats d'Europe
- 2007
  - 10e de championnat d'Europe de cross-country

### Championnats d'Espagne
- 2007
  -  Championne d'Espagne de cross-country
- 2008
  - 2e de Championne d'Espagne de cross-country
- 2009
  - 2e de Championne d'Espagne de cross-country
- 2011
  -  Championne d'Espagne de cross-country
- 2016
  -  Championne d'Espagne de cross-country
- 2017
  -  Championne d'Espagne de cross-country

### Autre
- 2007
  - 2e de Voroklini (Chypre)

## Palmarès en cyclo-cross
- 1999-2000
  -  Championne d'Espagne de cyclo-cross
- 2000-2001
  -  Championne d'Espagne de cyclo-cross espoirs
- 2001-2002
  - 2e du championnat d'Espagne de cyclo-cross
- 2002-2003
  - 3e du championnat d'Espagne de cyclo-cross
- 2003-2004
  - 2e du championnat d'Espagne de cyclo-cross
- 2004-2005
  - 2e du championnat d'Espagne de cyclo-cross
- 2005-2006
  - 2e du championnat d'Espagne de cyclo-cross
- 2006-2007
  -  Championne d'Espagne de cyclo-cross
- 2007-2008
  - 2e du championnat d'Espagne de cyclo-cross
- 2008-2009
  -  Championne d'Espagne de cyclo-cross
- 2009-2010
  -  Championne d'Espagne de cyclo-cross
  - Bredene (Belgique)
- 2013-2014
  - 3e du championnat d'Espagne de cyclo-cross
- 2014-2015
  -  Championne d'Espagne de cyclo-cross
  - 8e du championnat d'Europe de cyclo-cross

## Palmarès sur route
- 2001
  - Trofeo Manolo Perez